# Omaha Ak-Sar-Ben Knights
Gli Omaha Ak-Sar-Ben Knights sono stati una squadra di hockey su ghiaccio dell'American Hockey League con sede nella città di Omaha, in Nebraska. Nati nel 2005 e sciolti nel 2007, nel corso degli anni sono stati affiliati alla franchigia dei Calgary Flames.

## Storia
Nel 2005 la franchigia di AHL affiliata fino ad allora ai Calgary Flames, i Saint John Flames, nati nel 1993, fu trasferita ad Omaha. Parte del nome scelto per la nuova squadra, "Ak-Sar-Ben", riprendeva quello di un'organizzazione civica attiva nella città chiamata "Knights of Ak-Sar-Ben", il cui logo fu integrato in quello della franchigia. La parola Ak-Sar-Ben, ovvero Nebraska pronunciato all'incontrario, fu inoltre il primo palazzetto dove giocarono gli Omaha Knights. Il logo della squadra riprendeva il motivo delle fiamme di quello dei Calgary Flames.
Dopo due stagioni difficoltose, nonostante un titolo di Division ottenuto, si parlò di un trasferimento della squadra da Omaha verso le Quad Cities, regione che ospitava in quel periodo i Quad City Mallards nella United Hockey League. I Calgary Flames e i Quad City Mallards ufficializzarono il trasferimento della franchigia il 24 maggio 2007.

### Affiliazioni
Nel corso della loro storia gli Omaha Ak-Sar-Ben Knights sono stati affiliati alle seguenti franchigie della National Hockey League:
- Calgary Flames: (2005-2007)

## Record stagione per stagione
| Stagione                 | Division | Gare | V  | S  | OTL | SOL | Punti | GF  | GS  | Piazzamento | Play-off                  |
| ------------------------ | -------- | ---- | -- | -- | --- | --- | ----- | --- | --- | ----------- | ------------------------- |
| Omaha Ak-Sar-Ben Knights |          |      |    |    |     |     |       |     |     |             |                           |
| 2005-06                  | West     | 80   | 35 | 31 | 3   | 11  | 84    | 206 | 221 | 6°          |                           |
| 2006-07                  | West     | 80   | 49 | 25 | 5   | 1   | 104   | 214 | 189 | 1°          | perde 1º turno (Iowa) 2-4 |

## Record della franchigia

### Singola stagione
Gol: 28  Carsen Germyn (2006-07)
Assist: 43  Andrej Taratuchin (2006-07)
Punti: 60  Dustin Boyd (2006-2007)
Minuti di penalità: 294  Brandon Prust (2005-06)
Vittorie: 35  Curtis McElhinney (2006-2007)
Shutout: 7  Curtis McElhinney (2006-2007)
Media gol subiti: 2.13  Curtis McElhinney (2006-2007)
Parate %: .917  Curtis McElhinney (2006-2007)

### Carriera
Gol: 52  Carsen Germyn
Assist: 63  Carsen Germyn
Punti: 115  Carsen Germyn
Minuti di penalità: 505  Brandon Prust
Vittorie: 44  Curtis McElhinney
Shutout: 10  Curtis McElhinney
Partite giocate: 156  Warren Peters

## Palmarès

### Premi di squadra
- John D. Chick Trophy: 1

2006-2007
- Norman R. "Bud" Poile Trophy: 1

2006-2007